# Butch Otter

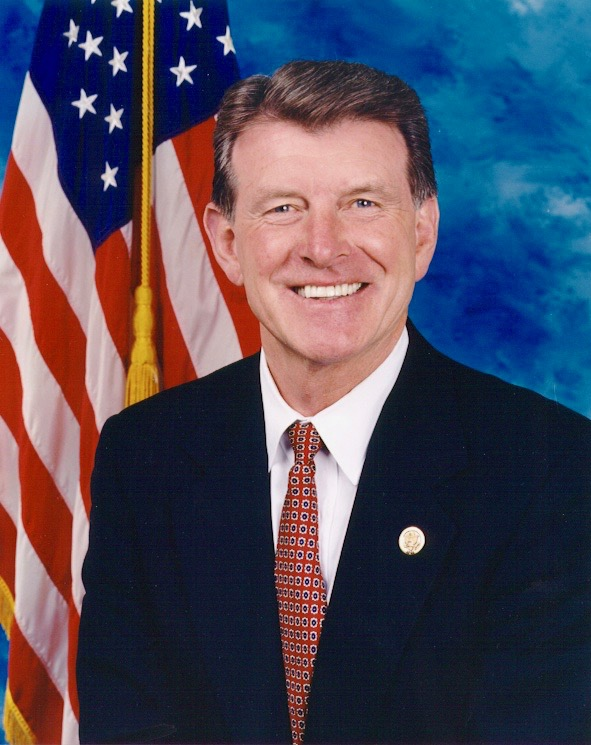
Butch Otter.

Clement Leroy "Butch" Otter (Caldwell, Idaho, 3 de maio de 1942) foi governador do Idaho por 12 anos, de 2007 a 2019. É filiado ao Partido Republicano.